# Baskenland-Rundfahrt 2008
Die 65. Baskenland-Rundfahrt ist ein Rad-Etappenrennen, das vom 7. bis 12. April 2008 stattfand. Das Rennen wurde über 838 Kilometer in sechs Etappen ausgetragen und zählt zur UCI ProTour 2008.

## Etappen
| Etappe    | Tag       | Start – Ziel      | km  | Etappensieger    | Gesamtwertung    |
| --------- | --------- | ----------------- | --- | ---------------- | ---------------- |
| 1. Etappe | 7. April  | Legazpi – Legazpi | 137 | Alberto Contador | Alberto Contador |
| 2. Etappe | 8. April  | Legazpi – Erandio | 153 | Kim Kirchen      | Alberto Contador |
| 3. Etappe | 9. April  | Erandio – Viana   | 195 | David Herrero    | Alberto Contador |
| 4. Etappe | 10. April | Viana – Vitoria   | 171 | Kim Kirchen      | Alberto Contador |
| 5. Etappe | 11. April | Vitoria – Orio    | 162 | Damiano Cunego   | Alberto Contador |
| 6. Etappe | 12. April | Orio - Orio (EZF) | 020 | Alberto Contador | Alberto Contador |